# Inonotus diverticuloseta
Inonotus diverticuloseta är en svampart som beskrevs av Pegler 1967. Inonotus diverticuloseta ingår i släktet Inonotus och familjen Hymenochaetaceae.   Inga underarter finns listade i Catalogue of Life.